# Endomychus agatae
Endomychus agatae là một loài bọ cánh cứng trong họ Endomychidae. Loài này được Tomaszewska miêu tả khoa học năm 1997.